# Кравчуновская, Мария Александровна
Мари́я Алекса́ндровна Кравчуно́вская (28 сентября [10 октября] 1898, Москва — 18 ноября 1978, там же) — советская актриса, заслуженная артистка РСФСР (1960).

## Биография
Родилась 10 октября 1898 года в Москве в семье медицинского работника. Отец служил врачом на заводе «Парострой» в Москве, а мать была домохозяйкой. Родной брат Павел в 1905 году был арестован за революционную деятельность и выслан на вечное поселение в Сибирь, в город Тюмень, где и скончался в 1922 году.
Получив общее среднее образование, с 1915 по 1918 год работала канцелярским работником в Московской губернской земской управе. Одновременно занималась в студии Л. Н. Алексеевой физкультурой, а в 1918 году начала работать преподавательницей физкультуры в Пролеткульте, в семи районных драматических студиях Москвы.
Увлёкшись театром, в 1923 году окончила драматическую студию имени Чехова и стала актрисой Центрального детского театра. В 1925 году была приглашена во МХАТ, где играла в спектаклях «Двенадцатая ночь», «Часовщик и курица», «Митькино царство».
В 1936 году перешла в Малый театр, где служила до 1942 года. Здесь она играла в спектаклях «Правда — хорошо, а счастье — лучше», «Женитьба Белугина», «Коварство и любовь», «Бесприданница» и «Борис Годунов».
В 1938 году дебютировала на киноэкране, сыграв тётю Шуру в фильме Ильи Трауберга «Год девятнадцатый» и мать Емели в киносказке Александра Роу «По щучьему веленью».
В течение полугода в 1942 году работала на эстраде, затем, с 1942 по 1943 год, была актрисой Московского кукольного театра, с 1943 по 1944 год озвучивала мультфильмы на киностудии «Союзмультфильм», а с 1944 по 1948 год работала суфлёром во МХАТе.
В 1950 году пришла в Театр имени Станиславского, где оставалась до 1963 года.
В 1958 году Леонид Гайдай пригласил ее на роль уборщицы тёти Поли в дебютный фильм «Жених с того света», а затем, в 1960 году, — на роль санитарки в свою драматическую картину «Трижды воскресший». В 1965 году сыграла сторожиху Марью Ивановну, бабулю — божий одуванчик в комедии Леонида Гайдая «Операция «Ы» и другие приключения Шурика» и осталась в памяти кинозрителей именно в этом образе.
В личной жизни была одинокой, брак с пианистом Марком Мейчиком оказался недолгим, детей у неё не было. В середине 1960-х годов актриса переехала из своей квартиры на улице Горького в Дом ветеранов сцены.
Скончалась 18 ноября 1978 года в Москве. Похоронена на Химкинском кладбище (63 уч.).

## Фильмография
- 1938 — Год девятнадцатый — тётя Шура
- 1938 — По щучьему веленью — мать Емели
- 1939 — Ленин в 1918 году — эпизод (нет в титрах)
- 1956 — Карнавальная ночь — гостья (нет в титрах)
- 1958 — Жених с того света (короткометражный) — уборщица тётя Поля
- 1960 — Совершенно серьёзно, киноальманах (Фильм № 3: Иностранцы) — бабушка Жоры
- 1960 — Трижды воскресший — санитарка (нет в титрах)
- 1962 — Половодье — санитарка (нет в титрах)
- 1962 — Семь нянек — бабушка Лены
- 1963 — Фитиль № 10: Человек человеку (короткометражный) — тётя Даша
- 1965 — Операция «Ы» и другие приключения Шурика — сторожиха Марья Ивановна, бабуля — божий одуванчик
- 1966 — Крылья — соседка Быстряковых
- 1967 — Фитиль № 60: Тяжёлый случай (короткометражный) — тётя Паша, уборщица
- 1968 — Урок литературы — член комиссии

## Телеспектакли
- 1964 — Чекан души

## Награды
- Заслуженная артистка РСФСР (1960)